# Peter Hans Kolvenbach

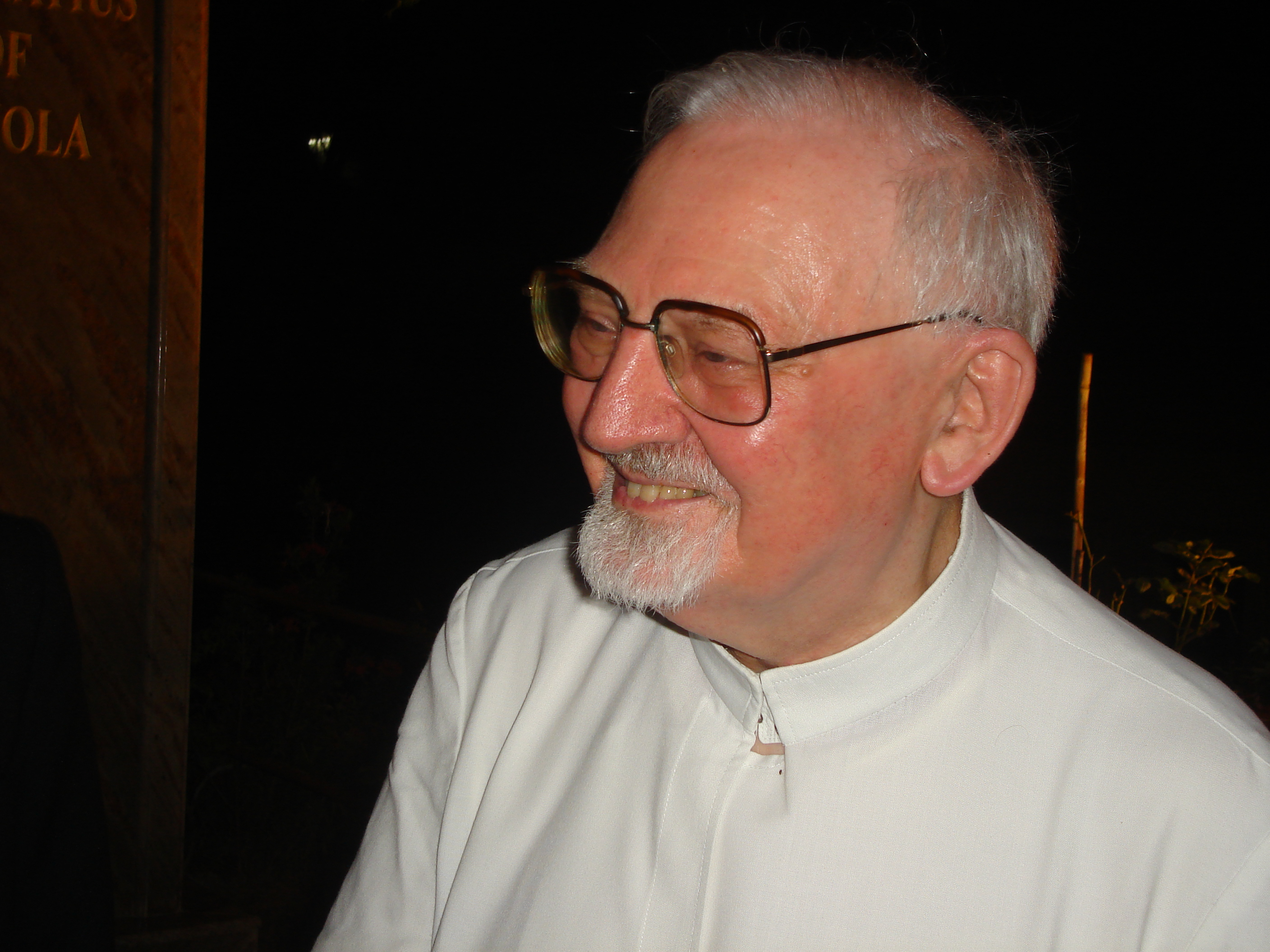
Peter Hans Kolvenbach in una foto del 2006

Peter Hans Kolvenbach (Druten, 30 novembre 1928 – Beirut, 26 novembre 2016) è stato un gesuita olandese, preposito generale dell'ordine dal 1983 al 2008.

## Biografia
Cresciuto in un centro nei pressi di Nimega, Kolvenbach ha compiuto gli studi liceali presso un collegio della Compagnia di Gesù: ha iniziato il noviziato nel 1948.
Conclusi gli studi filosofici è stato assegnato alla casa di Beirut, in Libano, dove ha conseguito il dottorato in teologia ed è stato ordinato sacerdote nel 1961.
Ha insegnato linguistica all'Aia, a Parigi e all'Université de Saint-Joseph di Beirut: nel 1981 è stato nominato rettore del Pontificio Istituto Orientale.
Già superiore della provincia medio-orientale della Compagnia, dopo le dimissioni di Pedro Arrupe dalla carica di preposito generale dell'ordine e un breve interregno gestito dal delegato personale papale Paolo Dezza, padre Kolvenbach è stato eletto suo successore (13 settembre 1983).
Nel 2006 ha manifestato a papa Benedetto XVI la sua intenzione di abbandonare il generalato al raggiungimento degli ottant'anni di età: il 14 gennaio 2008, davanti alla XXXV congregazione generale dell'ordine, ha così presentato le sue dimissioni, conservando il titolo di preposito emerito.